# Casaus de Larbost
Casaus de Larbost (francès Cazeaux-de-Larboust) és un municipi occità de Comenge a Gascunya, situat al departament de l'Alta Garona i a la regió d'Occitània.